# Goya-díj a legjobb új rendezőnek
A legjobb új rendezőnek járó Goya-díjat az 1990-ben megtartott, 4. díjátadó óta osztják ki. 
Három újonc rendező győzött ebben a kategóriában és vehetett át díjat később legjobb rendezőként is: Alejandro Amenábar, Fernando León de Aranoa és Juan Antonio Bayona.

## Győztesek és jelöltek
A kialakult gyakorlat szerint az Év oszlop a megjelenés dátumára utal, a tényleges díjátadót a következő évben tartották meg: például az 1999-es év legjobb új rendezője díjat a 2000-es díjkiosztó ceremónián adták át.
Az alábbi listában minden évnél az első helyen a győztes áll, őt követi a többi jelölt.

### 1980-as évek
| Év             | Rendező                  | Rendező                   | Cím           |
| 1989 (4. gála) |                          |                           |               |
| -------------- | ------------------------ | ------------------------- | ------------- |
| 1989 (4. gála) |                          | Ana Díez                  | Ander eta Yul |
| 1989 (4. gála) | Cristina Andreu          | Brumal                    |               |
| 1989 (4. gála) | Isabel Coixet            | Massa vell per morir jove |               |
| 1989 (4. gála) | Teodoro és Santiago Ríos | Guarapo                   |               |
| 1989 (4. gála) | Xavier Villaverde        | Continental               |               |

### 1990-es évek
| Év                                            | Rendező                                               | Rendező                                     | Magyar cím                                      | Eredeti cím |
| 1990 (5. gála)                                |                                                       |                                             |                                                 |             |
| --------------------------------------------- | ----------------------------------------------------- | ------------------------------------------- | ----------------------------------------------- | ----------- |
| 1990 (5. gála)                                |                                                       | Rosa Vergés                                 | Bumm-bumm                                       | Bom-Bom     |
| 1990 (5. gála)                                | José María Carreño                                    |                                             | Ovejas negras                                   |             |
| 1990 (5. gála)                                | Paco Periñán                                          | Szemben az árral                            | Contra el viento                                |             |
| 1991 (6. gála)                                |                                                       |                                             |                                                 |             |
|                                               | Juanma Bajo Ulloa                                     | Lepkeszárnyak                               | Alas de mariposa                                |             |
| Ana Belén                                     | Hogyan legyünk nők anélkül, hogy belehalnánk          | Cómo ser mujer y no morir en el intento     |                                                 |             |
| Manuel Gómez Pereira                          |                                                       | Salsa rosa                                  |                                                 |             |
| 1992 (7. gála)                                |                                                       |                                             |                                                 |             |
|                                               | Julio Médem                                           | Tehenek                                     | Vacas                                           |             |
| Álex de la Iglesia                            | Mutáns akció                                          | Acción mutante                              |                                                 |             |
| Chus Gutiérrez                                |                                                       | Sublet                                      |                                                 |             |
| 1993 (8. gála)                                |                                                       |                                             |                                                 |             |
|                                               | Mariano Barroso                                       |                                             | Mi hermano del alma                             |             |
| José Ángel Bohollo                            |                                                       | Ciénaga                                     |                                                 |             |
| Arantxa Lazkano                               |                                                       | Los años oscuros                            |                                                 |             |
| 1994 (9. gála)                                |                                                       |                                             |                                                 |             |
|                                               | La Cuadrilla (Santiago Aguilar Alvear és Luis Guridi) |                                             | Justino, un asesino de la tercera edad          |             |
| Héctor Carré                                  |                                                       | Dame fuego                                  |                                                 |             |
| Álvaro Fernández Armero                       |                                                       | Todo es mentira                             |                                                 |             |
| 1995 (10. gála)                               |                                                       |                                             |                                                 |             |
|                                               | Agustín Díaz Yanes                                    | Senki sem fog beszélni rólunk, ha meghalunk | Nadie hablará de nosotras cuando hayamos muerto |             |
| Icíar Bollaín                                 | Szia! Egyedül vagy?                                   | Hola, ¿estás sola?                          |                                                 |             |
| Manuel Huerga                                 | Antarktisz                                            | Antártida                                   |                                                 |             |
| 1996 (11. gála)                               |                                                       |                                             |                                                 |             |
|                                               | Alejandro Amenábar                                    | Halálos tézis                               | Tesis                                           |             |
| Alfonso Albacete, Miguel Bardem, David Menkes |                                                       | Más que amor, frenesí                       |                                                 |             |
| David Trueba                                  | Mi a boldogság?                                       | La buena vida                               |                                                 |             |
| 1997 (12. gála)                               |                                                       |                                             |                                                 |             |
|                                               | Fernando León de Aranoa                               | Család                                      | Familia                                         |             |
| David Alonso, Fernando Cámara                 |                                                       | Memorias del ángel caído                    |                                                 |             |
| Mireia Ros                                    |                                                       | La Moños                                    |                                                 |             |
| 1998 (13. gála)                               |                                                       |                                             |                                                 |             |
|                                               | Santiago Segura                                       | Torrente, a törvény két balkeze             | Torrente, el brazo tonto de la ley              |             |
| Miguel Albaladejo                             | Az első éjszakám                                      | La primera noche de mi vida                 |                                                 |             |
| Javier Fesser                                 | P. Tinto csodája                                      | El milagro de P. Tinto                      |                                                 |             |
| Salvador García Ruiz                          |                                                       | Mensaka, páginas de una historia            |                                                 |             |
| 1999 (14. gála)                               |                                                       |                                             |                                                 |             |
|                                               | Benito Zambrano                                       | Magány                                      | Solas                                           |             |
| Miguel Bardem                                 | A világ legcsúnyább asszonya                          | La mujer más fea del mundo                  |                                                 |             |
| Mateo Gil                                     | Senki sem ismer senkit                                | Nadie conoce a nadie                        |                                                 |             |
| María Ripoll                                  | Vissza a jelenbe!                                     | The Man with Rain in His Shoes              |                                                 |             |

### 2000-es évek
| Év                               | Rendező                                      | Rendező                          | Magyar cím               | Eredeti cím |
| 2000 (15. gála)                  |                                              |                                  |                          |             |
| -------------------------------- | -------------------------------------------- | -------------------------------- | ------------------------ | ----------- |
| 2000 (15. gála)                  |                                              | Achero Mañas                     | Golyó                    | El Bola     |
| 2000 (15. gála)                  | Patricia Ferreira                            | Tudom, ki vagy te                | Sé quién eres            |             |
| 2000 (15. gála)                  | Cesc Gay                                     | Őrültségek nyara                 | Krámpack                 |             |
| 2000 (15. gála)                  | Daniel Monzón                                | A harcos szíve                   | El corazón del guerrero  |             |
| 2001 (16. gála)                  |                                              |                                  |                          |             |
|                                  | Juan Carlos Fresnadillo                      |                                  | Intacto                  |             |
| Javier Balaguer                  | Enyém vagy!                                  | Solo mía                         |                          |             |
| Víctor García León               | Csajvadászat                                 | Más pena que gloria              |                          |             |
| Carlos Molinero                  |                                              | Salvajes                         |                          |             |
| 2002 (17. gála)                  |                                              |                                  |                          |             |
|                                  | Julio Wallovits és Roger Gual                |                                  | Smoking Room             |             |
| Eduard Cortés                    | Senki élete                                  | La vida de nadie                 |                          |             |
| Inés París és Daniela Fejerman   | Anyám a lányokat szereti                     | A mi madre le gustan las mujeres |                          |             |
| Ramón Salazar                    | Sorsfordítók                                 | Piedras                          |                          |             |
| 2003 (18. gála)                  |                                              |                                  |                          |             |
|                                  | Ángeles González Sinde                       | Alvó szerencse                   | La suerte dormida        |             |
| Pablo Berger                     | Szex, hazugság, super 8-as – Torremolinos 73 | Torremolinos 73                  |                          |             |
| Jaime Rosales                    | Nap mint nap                                 | Las horas de día                 |                          |             |
| David Serrano                    | Focibolondok                                 | Días de fútbol                   |                          |             |
| 2004 (19. gála)                  |                                              |                                  |                          |             |
|                                  | Pablo Malo                                   | Hideg téli napsütés              | Frío sol de invierno     |             |
| Santiago Amodeo                  | Űrhajósok                                    | Astronautas                      |                          |             |
| Ramón de España                  |                                              | Haz conmigo lo que quieras       |                          |             |
| Vicente Peñarrocha               |                                              | Fuera del cuerpo                 |                          |             |
| 2005 (20. gála)                  |                                              |                                  |                          |             |
|                                  | José Corbacho és Juan Cruz                   |                                  | Tapas                    |             |
| Asier Altuna és Telmo Esnal      | Polgármester leszek!                         | Aupa Etxebeste!                  |                          |             |
| Guillem Morales                  | A fantomlakó                                 | El habitante incierto            |                          |             |
| Santiago Tabernero               |                                              | Vida y color                     |                          |             |
| 2006 (21. gála)                  |                                              |                                  |                          |             |
|                                  | Daniel Sánchez Arévalo                       | Sötétkékmajdnemfekete            | Azuloscurocasinegro      |             |
| Carlos Iglesias                  | Otthon, máshol                               | Un franco, 14 pesetas            |                          |             |
| Javier Rebollo                   |                                              | Lo que sé de Lola                |                          |             |
| Jorge Sánchez-Cabezudo           |                                              | La noche de los girasoles        |                          |             |
| 2007 (22. gála)                  |                                              |                                  |                          |             |
|                                  | Juan Antonio Bayona                          | Árvaház                          | El orfanato              |             |
| Tom Fernández                    | Suso tornya                                  | La torre de Suso                 |                          |             |
| Tristán Ulloa és David Ulloa     |                                              | Pudor                            |                          |             |
| Félix Viscarret                  | A csillagos ég alatt                         | Bajo las estrellas               |                          |             |
| 2008 (23. gála)                  |                                              |                                  |                          |             |
|                                  | Santiago Zannou                              |                                  | El truco del manco       |             |
| Irene Cardona                    |                                              | Un novio para Yasmina            |                          |             |
| Belén Macías                     | A börtön udvarán                             | El patio de mi cárcel            |                          |             |
| Nacho Vigalondo                  | Időbűnök                                     | Los cronocrímenes                |                          |             |
| 2009 (24. gála)                  |                                              |                                  |                          |             |
|                                  | Mar Coll                                     | Három nap a családdal            | Tres dies amb la família |             |
| Borja Cobeaga                    | A nyámnyila                                  | Pagafantas                       |                          |             |
| Antonio Naharro és Álvaro Pastor | Élek és szeretek                             | Yo, también                      |                          |             |
| David Planell                    |                                              | La vergüenza                     |                          |             |

### 2010-es évek
| Év                                          | Rendező                            | Rendező                                | Magyar cím                       | Eredeti cím |
| 2010 (25. gála)                             |                                    |                                        |                                  |             |
| ------------------------------------------- | ---------------------------------- | -------------------------------------- | -------------------------------- | ----------- |
| 2010 (25. gála)                             |                                    | David Pinillos                         |                                  | Bon Appétit |
| 2010 (25. gála)                             | Emilio Aragón Álvarez              | Papírmadarak                           | Pájaros de papel                 |             |
| 2010 (25. gála)                             | Juana Macías                       | Tervek holnapra                        | Planes para mañana               |             |
| 2010 (25. gála)                             | Jonás Trueba                       |                                        | Todas las canciones hablan de mí |             |
| 2011 (26. gála)                             |                                    |                                        |                                  |             |
|                                             | Kike Maíllo                        |                                        | Eva                              |             |
| Paco Arango                                 |                                    | Maktub                                 |                                  |             |
| Eduardo Chapero-Jackson                     |                                    | Verbo                                  |                                  |             |
| Paula Ortiz                                 |                                    | De tu ventana a la mía                 |                                  |             |
| 2012 (27. gála)                             |                                    |                                        |                                  |             |
|                                             | Enrique Gato                       | Tad Jones csudálatos kalandjai         | Las aventuras de Tadeo Jones     |             |
| Paco León                                   | Carmina megoldja                   | Carmina o revienta                     |                                  |             |
| Isabel de Ocampo                            |                                    | Evelyn                                 |                                  |             |
| Oriol Paulo                                 | A hulla                            | El cuerpo                              |                                  |             |
| 2013 (28. gála)                             |                                    |                                        |                                  |             |
|                                             | Fernando Franco                    | A seb                                  | La herida                        |             |
| Neus Ballús                                 |                                    | La plaga                               |                                  |             |
| Jorge Dorado                                | Emlékbúvár                         | Mindscape                              |                                  |             |
| Rodrigo Sorogoyen                           |                                    | Stockholm                              |                                  |             |
| 2014 (29. gála)                             |                                    |                                        |                                  |             |
|                                             | Carlos Marqués-Marcet              | Tízezer km                             | 10,000 km                        |             |
| Juan Fernando Andrés és Esteban Roel        |                                    | Musarañas                              |                                  |             |
| Francisco Sánchez Varela                    |                                    | Paco de Lucía: La búsqueda             |                                  |             |
| Beatriz Sanchís                             |                                    | Todos están muertos                    |                                  |             |
| 2015 (30. gála)                             |                                    |                                        |                                  |             |
|                                             | Daniel Guzmán                      |                                        | A cambio de nada                 |             |
| Juan Miguel del Castillo                    |                                    | Techo y comida                         |                                  |             |
| Leticia Dolera                              | A lány, aki hétköznapi akart lenni | Requisitos para ser una persona normal |                                  |             |
| Dani de la Torre                            | Megtorlás                          | El desconocido                         |                                  |             |
| 2016 (31. gála)                             |                                    |                                        |                                  |             |
|                                             | Raúl Arévalo                       | Késő harag                             | Tarde para la ira                |             |
| Salvador Calvo                              |                                    | 1898, Los últimos de Filipinas         |                                  |             |
| Marc Crehuet                                | Félszemű király                    | El rey tuerto                          |                                  |             |
| Nely Reguera                                |                                    | María (y los demás)                    |                                  |             |
| 2017 (32. gála)                             |                                    |                                        |                                  |             |
|                                             | Carla Simón                        | 1993 nyara                             | Estiu 1993                       |             |
| Javier Ambrossi és Javier Calvo             |                                    | La llamada                             |                                  |             |
| Lino Escalera                               |                                    | No sé decir adiós                      |                                  |             |
| Sergio G. Sánchez                           | Menedék                            | El secreto de Marrowbone               |                                  |             |
| 2018 (33. gála)                             |                                    |                                        |                                  |             |
|                                             | Arantxa Echevarría                 | Carmen és Lola                         | Carmen y Lola                    |             |
| César Esteban Alenda és José Esteban Alenda | Végtelen                           | Sin fin                                |                                  |             |
| Celia Rico Clavellino                       | Utazás egy édesanya szobájába      | Viaje al cuarto de una madre           |                                  |             |
| Andrea Jaurrieta                            |                                    | Ana de día                             |                                  |             |
| 2019 (34. gála)                             |                                    |                                        |                                  |             |
|                                             | Belén Funes                        | Egy tolvaj lánya                       | La hija de un ladrón             |             |
| Galder Gaztelu-Urrutia                      | A platform                         | El hoyo                                |                                  |             |
| Aritz Moreno                                | A vonatozás előnyei                | Ventajas de viajar en tren             |                                  |             |
| Salvador Simó                               | Buñuel a teknősök labirintusában   | Buñuel en el laberinto de las tortugas |                                  |             |

### 2020-as évek
| Év                                      | Rendező                      | Rendező                    | Magyar cím                | Eredeti cím |
| 2020 (35. gála)                         |                              |                            |                           |             |
| --------------------------------------- | ---------------------------- | -------------------------- | ------------------------- | ----------- |
| 2020 (35. gála)                         |                              | Pilar Palomero             | A lányok                  | Las niñas   |
| 2020 (35. gála)                         | Núria Giménez Lorang         |                            | My Mexican Bretzel        |             |
| 2020 (35. gála)                         | David Pérez Sañudo           |                            | Ane                       |             |
| 2020 (35. gála)                         | Bernabé Rico                 | Lakás extrával             | El inconveniente          |             |
| 2021 (36. gála)                         |                              |                            |                           |             |
|                                         | Clara Roquet                 | Szabadság                  | Libertad                  |             |
| Carol Rodríguez Colás                   | Barátnők                     | Chavalas                   |                           |             |
| Javier Marco Rico                       |                              | Josefina                   |                           |             |
| David Martín de los Santos              |                              | La vida era eso            |                           |             |
| 2022 (37. gála)                         |                              |                            |                           |             |
|                                         | Alauda Ruiz de Azúa          | Altatódal                  | Cinco lobitos             |             |
| Juan Diego Botto                        |                              | En los márgenes            |                           |             |
| Mikel Gurrea                            | Parafa                       | Suro                       |                           |             |
| Carlota Pereda                          | Röfi                         | Cerdita                    |                           |             |
| Elena López Riera                       |                              | El agua                    |                           |             |
| 2023 (38. gála)                         |                              |                            |                           |             |
|                                         | Estibaliz Urresola Solaguren | A méhek húszezer fajtája   | 20.000 especies de abejas |             |
| Itsaso Arana                            |                              | Las chicas están bien      |                           |             |
| Álvaro Gago                             |                              | Matria                     |                           |             |
| Alejandro Marín                         | Szerelem és forradalom       | Te estoy amando locamente  |                           |             |
| Alejandro Rojas, Juan Sebastián Vasquez |                              | Upon Entry                 |                           |             |
| 2024 (39. gála)                         |                              |                            |                           |             |
|                                         | Javier Macipe                |                            | La estrella azul          |             |
| Miguel Faus                             | A csendes szobalány          | Calladita                  |                           |             |
| Pedro Martín-Calero                     |                              | El llanto                  |                           |             |
| Sandra Romero                           |                              | Por donde pasa el silencio |                           |             |
| Paz Vega                                |                              | Rita                       |                           |             |

## Statisztika
Az alábbi lista időrendben sorolja fel azon rendezőket, akiket jelöltek a legjobb új rendezőnek járó Goya-díjra (vagy el is nyerték azt) és később legjobb rendező kategóriában is jelölést/győzelmet szereztek. 
A győzelmeket félkövér betűtípus jelzi.
| Rendező                 | Legjobb új rendező                                  | Legjobb rendező |
| ----------------------- | --------------------------------------------------- | --- |
| Isabel Coixet           | Massa vell per morir jove (1989)                    | Az élet nélkülem (2003) A szavak titkos élete (2005) Nadie quiere la noche (2015) Könyvesbolt a tengerparton (2017) Benidormban havazik (2020) Egy szerelem (2023) |
| Juanma Bajo Ulloa       | Lepkeszárnyak (1991)                                | A halott anya (1993) A baba (2020) |
| Manuel Gómez Pereira    | Salsa rosa (1991)                                   | Szájból szájba (1995) |
| Julio Médem             | Tehenek (1992)                                      | Földön egy angyal (1996) A szex és Lucia (2001) |
| Álex de la Iglesia      | Mutáns akció (1992)                                 | A Fenevad napja (1995) A közösség (2000) Oxfordi gyilkosok (2008) Egy őrült szerelem balladája (2010)                                                              |
| Manuel Huerga           | Antarktisz (1995)                                   | Salvador (2006) |
| Icíar Bollaín           | Szia! Egyedül vagy? (1995)                          | Többet ne! (2003) Mataharik (2007) Ismeretlen föld (2010) Rosa esküvője (2020) Maixabel (2021)                                                                     |
| Alejandro Amenábar      | Halálos tézis (1996)                                | Nyisd ki a szemed (1998) Más világ (2001) A belső tenger (2004) Agora (2009) Amíg a háború tart (2019)                                                             |
| David Trueba            | Mi a boldogság? (1996)                              | Salamina katonái (2003) Könnyű csukott szemmel élni (2013) Saben aquell (2023)                                                                                     |
| Fernando León de Aranoa | Család (1997)                                       | Barrio – Külvárosi utcák (1998) Napfényes hétfők (2002) Un día perfecto (2015) A jó főnök (2021)                                                                   |
| Javier Fesser           | P. Tinto csodája (1998)                             | Camino (2008) Bajnokok (2018) |
| Benito Zambrano         | Magány (1999)                                       | Magány (1999) Havanna Blues (2005) Az alvó hang (2011) |
| Mateo Gil               | Senki sem ismer senkit (1999)                       | Butch Cassidy visszatér (2011) |
| Daniel Monzón           | A harcos szíve (2000)                               | 211-es cella (2009) El Nino – a kölyök (2014) |
| Cesc Gay                | Őrültségek nyara (2000)                             | A városban (2003) Truman (2015) |
| Jaime Rosales           | Nap mint nap (2003)                                 | La soledad (2007) |
| Pablo Berger            | Szex, hazugság, super 8-as – Torremolinos 73 (2003) | Hófehérke (2012) |
| Daniel Sánchez Arévalo  | Sötétkékmajdnemfekete (2006)                        | Csókok és gólok (2013) |
| Juan Antonio Bayona     | Árvaház (2007)                                      | A lehetetlen (2012) Váratlan jóbarát (2016) A hó társadalma (2023)                                                                                                 |
| Paula Ortiz             | De tu ventana a la mía (2011)                       | Az ara (2015) A vörös szűz (2024) |
| Rodrigo Sorogoyen       | Stockholm (2013)                                    | Que Dios nos perdone (2016) A rendszer (2018) Szörnyetegek (2022)                                                                                                  |
| Salvador Calvo          | 1898, Los últimos de Filipinas (2016)               | Adú (2020) |
| Carla Simón             | 1993 nyara (2017)                                   | Alcarràs (2022) |
| Pilar Palomero          | A lányok (2020)                                     | Gyerekek gyerekkel (2022) |

## Fordítás
- Ez a szócikk részben vagy egészben  a   Goya Award for Best New Director című angol Wikipédia-szócikk ezen változatának fordításán alapul.  Az eredeti cikk szerkesztőit annak laptörténete sorolja fel. Ez a jelzés csupán a megfogalmazás eredetét és a szerzői jogokat jelzi, nem szolgál a cikkben szereplő információk forrásmegjelöléseként.